# ジョンヌ・スミス
ジョンヌ・アンドレ・スミス（Jonnu Andre Smith, 1995年8月22日 - ）は、アメリカ合衆国ペンシルバニア州フィラデルフィア出身のプロアメリカンフットボール選手。NFLのピッツバーグ・スティーラーズに所属している。ポジションはタイトエンド。

## 大学入学以前
スミスは、ペンシルベニア州のノースフィラデルフィアでウェイン・スミスとカレン・スミスの間に6人兄弟の末っ子として生まれた。彼が生まれたとき、カレンは病院の方針で、すぐに名前を付けるように看護師から言われた。祈った後、彼女はジョンヌという名前を思いついた。その後、スミスは5歳でポップ ワーナーフットボールを始めた。
スミスはフィラデルフィアでの少年時代に、多くの困難に耐えた。彼の兄弟が逮捕され、友人の1人が路上で殺害された挙句、彼の家族には経済的な理由で家を追われていた。スミスの身の安全のために、母方の叔母と叔父と一緒にフロリダ州のオカラに引っ越した。彼は高校でフットボールを始め、注目の新人からは程遠い選手だったが、フロリダ国際大学からの奨学金支援を受けることができた。

## 大学時代
スミスはフロリダ国際大学でカレッジフットボールをプレーしながら、教養学を専攻していた。 2013年のフレッシュマンイヤーに、スミスは12試合に出場し、388ヤード、2タッチダウンを記録した。2014年の2年生シーズンでは、彼は12試合に出場し、710ヤード、8タッチダウンを記録した。2015年のジュニアイヤーには、彼は8試合に出場し、397ヤード、4タッチダウンを記録した。2016年のシニアイヤーには、彼は11試合に出場し、506ヤード、4タッチダウンを記録した。
スミスは2017年のシニアボウルに招待されたが，1巡目と2巡目指名候補だった他のタイト エンドがいたため、注目を集めることはなかった。

### 大学時代の成績
| シーズン | チーム   | 出場 | レシービング | レシービング | レシービング   | レシービング | ラッシング | ラッシング | ラッシング     | ラッシング |
| シーズン | チーム   | 出場 | 回数         | 獲得ヤード   | 平均獲得ヤード | TD           | 回数       | 獲得ヤード | 平均獲得ヤード | TD         |
| -------- | -------- | ---- | ------------ | ------------ | -------------- | ------------ | ---------- | ---------- | -------------- | ---------- |
| 2013     | FIU      | 12   | 39           | 388          | 9.9            | 2            | —          | —          | —              | —          |
| 2014     | FIU      | 12   | 61           | 710          | 11.6           | 8            | —          | —          | —              | —          |
| 2015     | FIU      | 8    | 36           | 397          | 11.0           | 4            | —          | —          | —              | —          |
| 2016     | FIU      | 11   | 42           | 506          | 12.0           | 4            | 1          | 5          | 5.0            | 0          |
| キャリア | キャリア | 43   | 178          | 2,001        | 11.2           | 18           | 1          | 5          | 5.0            | 0          |

## プロキャリア
スミスは、インディアナポリスで開催されたNFLスカウティングコンバインに招待された 19人のタイトエンドのうちの1人だった。コンバインでは、印象的なパフォーマンスを見せ、ほとんどのドリルにおいてタイトエンドのトップ5に入った。彼は垂直跳びとショートシャトルで2位、ベンチプレスで3位タイ、立ち幅跳びで4位タイ、40 ヤードダッシュで6位となった。2017年3月29日、スミスはフロリダ国際大学のプロデーに、デューゴット・ジョセフと他の10人のチームメイトと共に参加し、NFLの29チームとカナディアン・フットボール・リーグのウィニペグ・ブルーボマーズのスカウトの前で、スリーコーンドリルとポジションドリルを行った。スミスはその後、個人的に、アトランタ・ファルコンズ、テネシー・タイタンズ、ニューオーリンズ・セインツ、マイアミ・ドルフィンズ、ミネソタ・バイキングスを訪問した。ドラフト前のプロセスが終了した時点で、スミスはNFLドラフトの専門家やアナリストによって4巡目または5巡目で指名されると予測されていた。彼は、NFLDraftScout.comによってドラフトで10番目に優れたタイトエンドとランク付けされ、NFLアナリストのギル・ブラントによって12番目に優れたタイトエンドにランク付けされた。
| 身長                          | 体重            | 腕 の 長 さ       | 手 の 大 き さ   | 40Yrd ダ ッ シ ュ | 10Yrd ス プ リ ッ ト | 20Yrd ス プ リ ッ ト | 20Yrd シ ャ ト ル | 3 コ 丨 ン ド リ ル | 垂 直 跳 び   | 立 ち 幅 跳 び      | ベ ン チ プ レ ス |
| ----------------------------- | --------------- | ----------------- | ---------------- | ----------------- | -------------------- | -------------------- | ----------------- | ------------------- | ------------- | ------------------- | ----------------- |
| 6 ft 2+5⁄8 in (190 cm)        | 248 lb (112 kg) | 32+7⁄8 in (84 cm) | 9+1⁄4 in (23 cm) | 4.62 s            | 1.64 s               | 2.71 s               | 4.18 s            | 7.43 s              | 38 in (97 cm) | 10 ft 7 in (3.23 m) | 22 回             |
| All values from NFLコンバイン |                 |                   |                  |                   |                      |                      |                   |                     |               |                     |                   |

### テネシー・タイタンズ時代
スミスは、2017年のNFLドラフトで3巡目全体100位指名をされ、タイタンズに入団した。彼はフロリダ国際大学の学校の歴史の中で7番目に選ばれた選手であり、学校の歴史の中で 3 番目に高いピックで選ばれた選手である。タイタンズは、アンソニー・ファサーノがフリーエージェントでチームを去った後、タイトエンドの穴を埋めるためにスミスを指名した。

#### 2017年シーズン
2017年5月17日、タイタンズはスミスと、706,288ドルの契約ボーナスを含む4年310万ドルのルーキー契約にサインした。
トレーニングキャンプで、スミスはベテランのジェイス・アマロとフィリップ・スーパーナウとポジション争いをし、ベテランのデラニー・ウォーカーに次ぐタイタンズのチャート2番目のタイトエンドとなった。
スミスのNFLデビューは、タイタンズの2017年シーズン開幕戦のレイダース戦だった。翌週のジャガーズ戦で、彼は2回のキャッチで30ヤードを記録し、マーカス・マリオタからの32ヤードのスクリーンパスでNFLキャリア初のタッチダウンを記録した。第5週のドルフィンズ戦では、 シーズン最高の5回のキャッチを記録した。
スミスはルーキーイヤーを、18回のキャッチで157ヤード、2タッチダウンで終えた。

#### 2018年シーズン

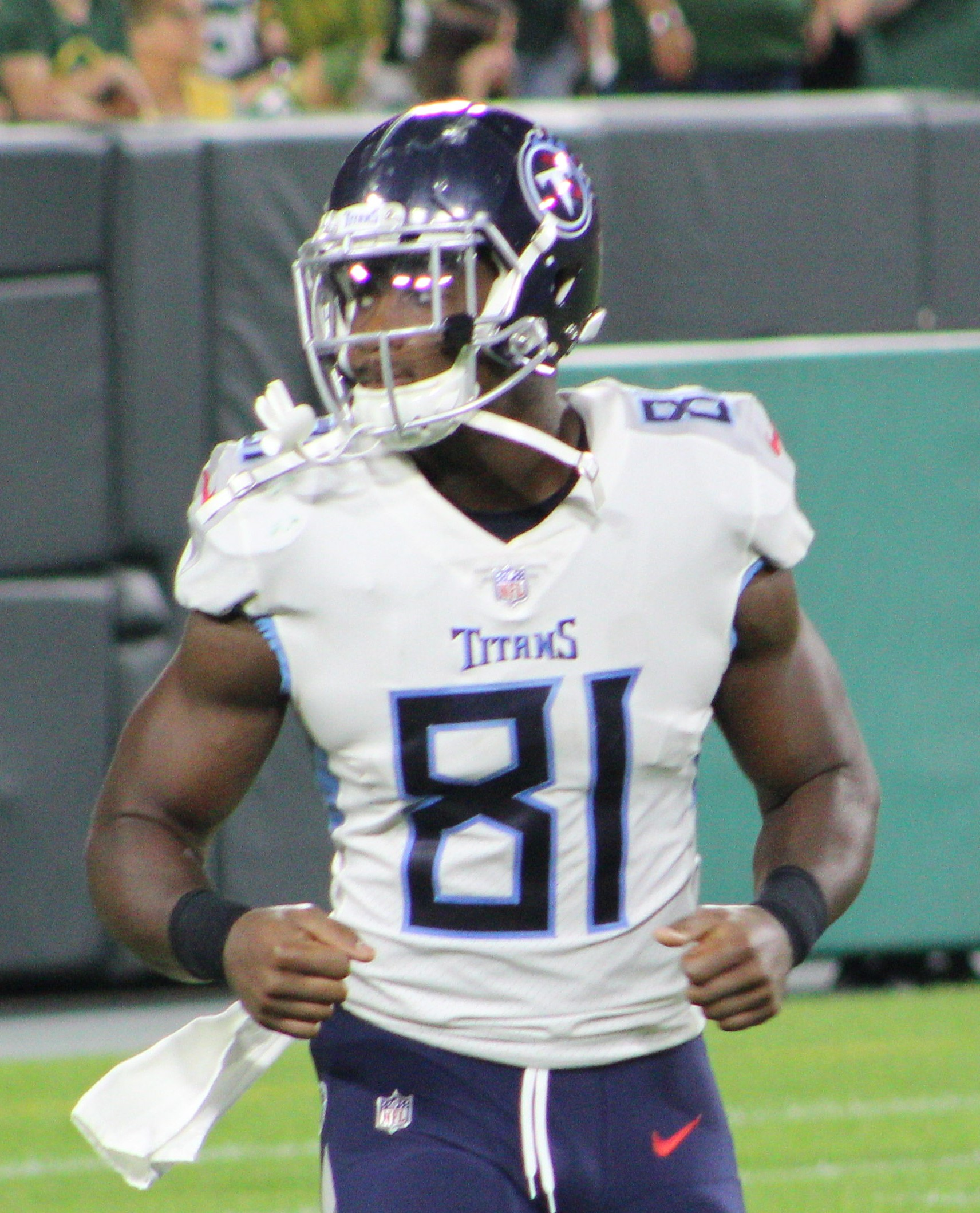
2018年のスミス

2018年シーズン開幕のドルフィンズ戦でウォーカーが足首を脱臼した後、スミスはデプスチャートでチームのタイトエンドのトップに選ばれた。スミスは当初、デラニー・ウォーカーの穴を埋めるのに苦労したが、第9週のカウボーイズ戦では、マリオタからのショベルパスでシーズンの最初のタッチダウンパスをキャッチした。2週間後のテキサンズ戦では、61ヤードのタッチダウンパスをキャッチした。しかし、第14週のジャガーズ戦の途中、MCLを損傷し、シーズン絶望となった。
スミスは2018年シーズンを20回のキャッチで258ヤード、3タッチダウンで終えた。

#### 2019年シーズン

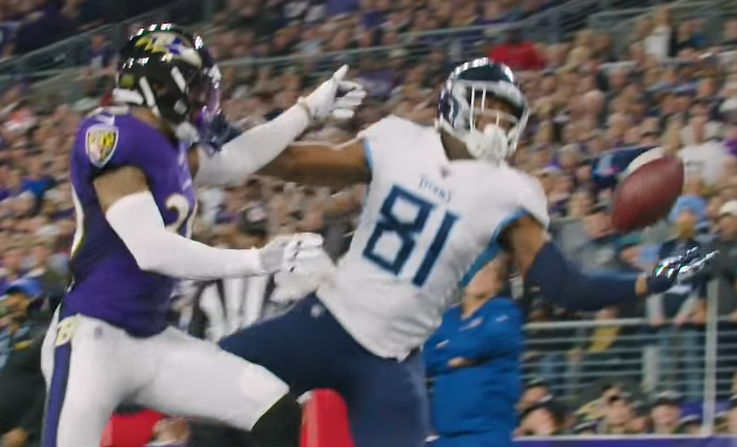
AFCディビジョンラウンドでのレイブンズとの対戦でタッチダウンパスをキャッチするスミス

スミスは、2019年シーズン開幕戦のブラウンズ戦に間に合うように怪我から復帰した。第8週のバッカニアーズ戦では、彼は6回のキャッチで78ヤードを記録し、QBのライアン・タネヒルからシーズン初のタッチダウンをレシーブした。
スミスは 2019年シーズンを、35回のキャッチで439ヤード、3タッチダウンでキャリア最高を記録した。彼はまた、4回のラッシュで78ヤードを記録した。
タイタンズは、AFC南地区で2位に終わり、ワイルドカードチームとしてプレーオフに出場した。ディビジョンラウンドのレイブンズで、スミスは第1クォーターに、ワンハンドキャッチでタッチダウンを記録した。

#### 2020年シーズン
第5週のチューズデイナイトフットボールでのビルズ戦で、スミスは5回のキャッチで40ヤード、2タッチダウンを記録し、チームの42-16での勝利に貢献した。第10週のコルツ戦では、キャリア初のラッシングタッチダウンを記録した。

### ニューイングランド・ペイトリオッツ時代
2021年3月19日、ニューイングランド・ペイトリオッツはスミスと4年5,000万ドルの契約を結んだ。この年28回のレシーブで294ヤードを獲得、1タッチダウンをあげた。
2022年は27回のレシーブで245ヤードを獲得した。

### アトランタ・ファルコンズ
2023年3月15日、同年のドラフト7巡指名権と引換えにアトランタ・ファルコンズにトレードされた。このシーズンは50回のレシーブで582ヤードを獲得、3タッチダウンをあげた。2024年2月27日、ファルコンズからリリースされた。

### マイアミ・ドルフィンズ
2024年3月8日、マイアミ・ドルフィンズと2年最大1,000万ドルの契約を結んだ。キャリアハイとなる88回のレシーブで884ヤードを獲得し、トラビス・ケルシーの代理として自身初のプロボウルに選出された。

### ピッツバーグ・スティーラーズ
2025年6月、ミンカ・フィッツパトリックとの交換で、ジャレン・ラムジーとともにトレードされた。

## NFLキャリア成績

### レギュラーシーズン
| 年       | チーム   | ゲーム | ゲーム | レシービング | レシービング | レシービング   | レシービング | レシービング | ラッシング | ラッシング | ラッシング     | ラッシング | ラッシング | ファンブル   | ファンブル |
| 年       | チーム   | 出場   | 先発   | 回数         | 獲得ヤード   | 平均獲得ヤード | 最長         | TD           | 回数       | 獲得ヤード | 平均獲得ヤード | 最長       | TD         | ファンブル数 | ロスト     |
| -------- | -------- | ------ | ------ | ------------ | ------------ | -------------- | ------------ | ------------ | ---------- | ---------- | -------------- | ---------- | ---------- | ------------ | ---------- |
| 2017     | TEN      | 16     | 13     | 18           | 157          | 8.7            | 32T          | 2            | —          | —          | —              | —          | —          | 0            | 0          |
| 2018     | TEN      | 13     | 12     | 20           | 258          | 12.9           | 61T          | 3            | —          | —          | —              | —          | —          | 1            | 0          |
| 2019     | TEN      | 16     | 14     | 35           | 439          | 12.5           | 57           | 3            | 4          | 78         | 19.5           | 57         | 0          | 0            | 0          |
| 2020     | TEN      | 15     | 14     | 41           | 448          | 10.9           | 63           | 8            | 2          | 4          | 2.0            | 3          | 1          | 0            | 0          |
| 2021     | NE       | 16     | 11     | 28           | 294          | 10.5           | 28           | 1            | 9          | 40         | 4.4            | 9          | 0          | 1            | 0          |
| 2022     | NE       | 14     | 8      | 27           | 245          | 9.1            | 53           | 0            | 1          | 5          | 5.0            | 5          | 0          | 1            | 0          |
| 2023     | ATL      | 17     | 6      | 50           | 582          | 11.6           | 60           | 3            | 1          | 0          | 0.0            | 0          | 0          | 1            | 1          |
| 2024     | MIA      | 17     | 6      | 88           | 884          | 10.0           | 57           | 8            | 2          | -1         | -0.5           | 0          | 0          | 2            | 1          |
| キャリア | キャリア | 124    | 84     | 307          | 3,307        | 10.8           | 63           | 28           | 19         | 126        | 6.6            | 57         | 1          | 6            | 2          |

### ポストシーズン
| 年       | チーム   | ゲーム | ゲーム | レシービング | レシービング | レシービング   | レシービング | レシービング | ラッシング | ラッシング | ラッシング     | ラッシング | ラッシング | ファンブル   | ファンブル |
| 年       | チーム   | 出場   | 先発   | 回数         | 獲得ヤード   | 平均獲得ヤード | 最長         | TD           | 回数       | 獲得ヤード | 平均獲得ヤード | 最長       | TD         | ファンブル数 | ロスト     |
| -------- | -------- | ------ | ------ | ------------ | ------------ | -------------- | ------------ | ------------ | ---------- | ---------- | -------------- | ---------- | ---------- | ------------ | ---------- |
| 2017     | TEN      | 2      | 1      | 3            | 19           | 6.3            | 10           | 0            | —          | —          | —              | —          | —          | 0            | 0          |
| 2019     | TEN      | 3      | 3      | 6            | 59           | 9.8            | 22           | 1            | —          | —          | —              | —          | —          | 0            | 0          |
| 2020     | TEN      | 1      | 1      | 2            | 9            | 4.5            | 5            | 0            | —          | —          | —              | —          | —          | 0            | 0          |
| 2021     | NE       | 1      | 1      | 0            | 0            | 0.0            | 0            | 0            | —          | —          | —              | —          | —          | 0            | 0          |
| キャリア | キャリア | 7      | 6      | 11           | 87           | 7.9            | 22           | 1            | 0          | 0          | 0.0            | 0          | 0          | 0            | 0          |

- 2024年度シーズン終了時
- 太字は自身最高記録

## 私生活
スミスの親友であるウィリー・“クアシム”・ジェファーソンは、2016年10月に銃撃に巻き込まれ、亡くなった。スミスは、ジェファーソンへの敬意を表して、息子のジェイエンにミドルネームのカシムを付けました。スミスは重量挙げに出場し、219ポンドの重量級で郡内2位となった。
スミスは、母親のカレンを誇りに思っていると語った。スミスは、4歳のときに、父親のウェインを仕事中のレッカー車の事故で亡くしており、母親のカレンは1人の手で6人の子供全員を育て上げた。また、スミスは、「辛くて苦しい時もあったが、いつも愛情という必要不可欠なものは受けていた。彼女はいつもとても強かった。」と語った
2016年に、スミスは妊娠5か月のガールフレンドのメアリー・ガスパーとキャンパスの寮の部屋で口論になった際、ガスパーはキッチンポットの中の沸騰したお湯をスミスにかけた。スミスは火傷を負い、4年生の残りの期間は免除となった。ガスパーは凶悪な暴行として逮捕され、無罪の嘆願書を提出した。彼女に対する起訴は、子供を出産した翌年に取り下げられた。